# Nectogalinis
Els nectogalinis (Nectogalini) són una tribu de musaranyes aquàtiques de la família dels sorícids. Inclou 7 gèneres i 25 espècies vivents, algunes de les quals se subdivideixen en subespècies.

## Adaptació a una vida semiaquàtica
Els membres d'aquesta tribu que tenen un estil de vida semiaquàtic han desenvolupat diverses adaptacions. Per exemple, algunes espècies dels gèneres Chimarrogale, Nectogale, Neomys i Sorex tenen pèls rígids als costats dels dits i els peus, tant a les potes anteriors com les posteriors. Això augmenta la superfície dels peus, ajudant l'animal a nedar. A més, espècies com la musaranya aquàtica pirinenca tenen una cua allargada amb pèls que formen una estructura en forma de quilla, que funciona de manera similar a un timó quan l'animal es desplaça dins l'aigua.